# Повість про Скандербега
Повість про Скандербега (повна назва — «Повесть о Скандербеге, княжати Албанском, выложена с польские кроники на руское, Мартинова писма Бельского») — пам'ятка білоруської перекладної літератури початку XVII століття. Присвячена опису національно-визвольної боротьби албанського народу проти турецького вторгнення в XV столітті під керівництвом Георга Кастріоті, на прізвисько Скандербег. Є переробкою відповідного розділу з «Хронік світу» (1564) польського історика Марціна Бельського.
Основним джерелом для повісті стала вигадана «Історія життя і справ Скендербега» (1508) албанця Маріна Барлеті, у перекладі Кипріяна Базиліка польською мовою (Брест, 1569). Порівняно з польським джерелом, історія демократизована. Збереглася у 10 літописах, 2 з них (Погодинський та Міністерства закордонних справ) з чіткими білоруськомовними рисами. Служив пізнанню героїчного минулого балканських народів, вихованню патріотичних почуттів у читачів.